# Vindö
Vindö est une île de l'archipel de Stockholm  en Suède,,,.

## Présentation
Vindö est une île située entre Värmdö et Kanholmsfjärden. 
L'île est divisée en plusieurs baies profondes et est reliée à l'île Djurö au sud et à l'île Skarpö à l'est par des isthmes étroits. 
Entre Vindö-Djurö et Värmdölandet, un couloir maritime traverse Vindöström et Simpströmmen.
Au nord de Vindö se trouve le lac Vämlingen, relié à la mer Baltique par le canal Oscar, du nom du roi Oscar II. Le roi aimait pêcher dans le lac à l'époque où le Yacht Club royal de Suède (KSSS) avait ses activités à Sollenkrokafladen, avant de s'installer à Sandhamn.
Carl Anton a chanté l'île dans ses sages Överbyvals, où l'on vante la beauté de l'île en été.

## Galerie

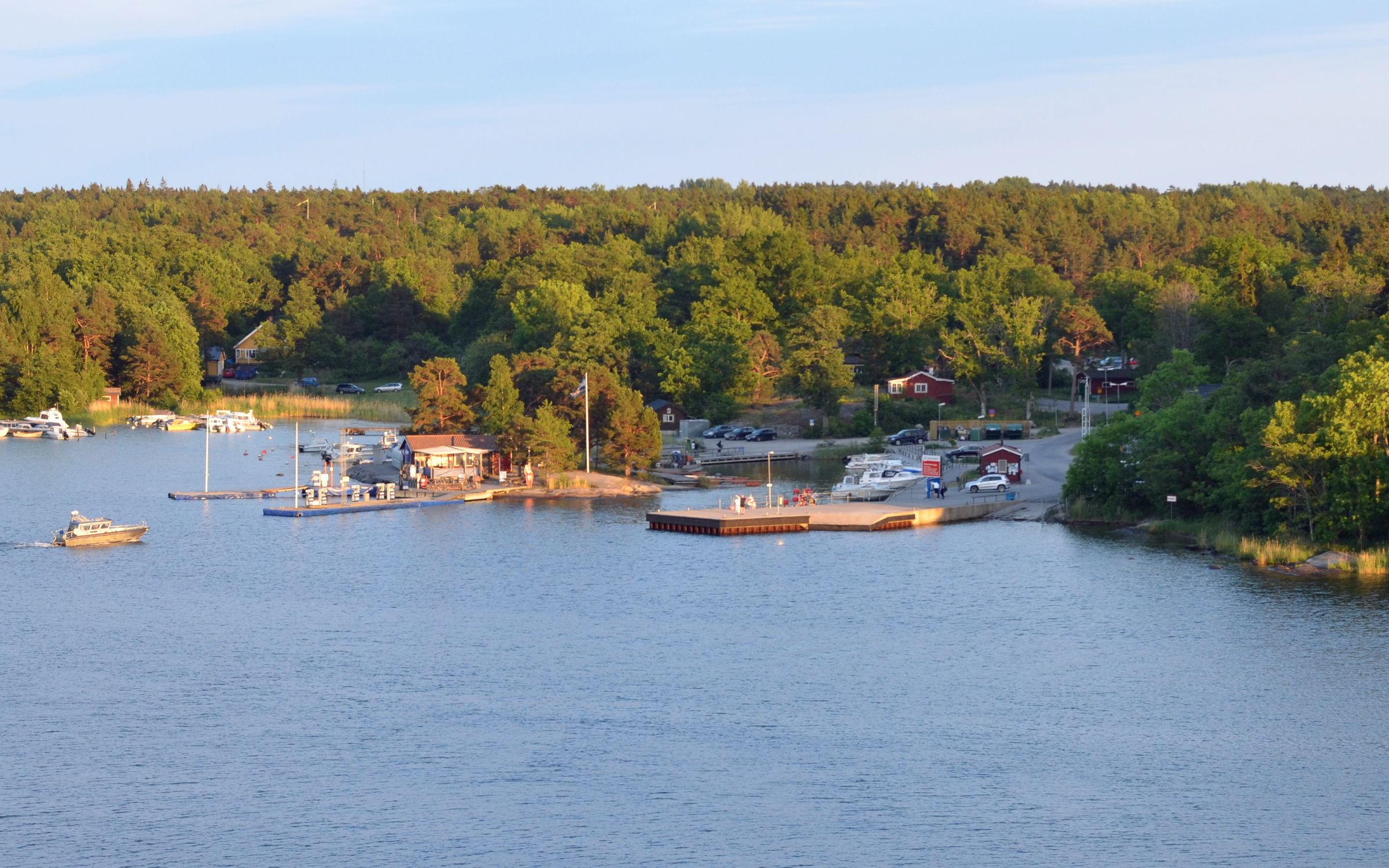
Jetée de Sollenkroka.